# Västmanlandite-(Ce)
La västmanlandite-(Ce) (simbolo IMA: Vml-Ce) è un rarissimo minerale del supergruppo della gatelite all'interno del quale è membro del "gruppo della västmanlandite"; appartiene alla famiglia dei "silicati" e alla sottofamiglia dei sorosilicati, e possiede composizione chimica Ce3CaMg2Al2Si5O19(OH)2F.
La västmanlandite-(Ce) è un minerale delle terre rare piuttosto simile all'allanite-(Ce) e ad altri minerali del gruppo dell'allanite.

## Etimologia e storia
La västmanlandite-(Ce) prende il nome dalla contea di Västmanland (regione dello Svealand, Svezia). Il suffisso segue la "regola di Levinson" per le specie con terre rare e indica, in questo caso, la predominanza del cerio.

## Classificazione
La classica nona edizione della sistematica dei minerali di Strunz, aggiornata dall'Associazione Mineralogica Internazionale (IMA) fino al 2009, elenca la västmanlandite-(Ce) nella classe "9. Silicati (germanati)" e da lì nella sottoclasse "9.B Sorosilicati"; questa viene suddivisa in base alla coordinazione dei cationi coinvolti, in modo tale che la västmanlandite-(Ce) possa essere trovata nella sezione "9.BG Sorosilicati con gruppi misti SiO4 e Si2O7; cationi in coordinazione ottaedrica [6] e superiore", dove è l'unico membro del sistema nº 9.BG.55.
Tale classificazione resta invariata anche nell'edizione successiva, proseguita dal database "mindat.org".
Nella Sistematica dei lapis (Lapis-Systematik) di Stefan Weiß la västmanlandite-(Ce) è elencata nella classe dei "silicati" e nella sottoclasse dei "sorosilicati"; qui si trova nella sezione dei "sorosilicati con gruppi misti SiO4 e Si2O7; cationi in coordinazione ottaedrica [6] e maggiore" dove forma il sistema nº VIII/C.23.
Anche la classificazione dei minerali secondo Dana, usata principalmente nel mondo anglosassone, elenca la västmanlandite-(Ce) nella famiglia dei "silicati"; qui è nella classe dei "sorosilicati - gruppi tetraedrici isolati, misti, singoli e più grandi" e nella sottoclasse dei "sorosilicati - gruppi tetraedrici isolati, misti, singoli e più grandi con cationi in [6] e coordinazione superiore; gruppi singoli e doppi (n=1,2)", dove forma il "gruppo dell'epidoto (sottogruppo della clinozoisite)" insieme ad allanite-(Ce), allanite-(La), allanite-(Y), clinozoisite, dissakisite-(Ce), dollaseite-(Ce), epidoto, khristovite-(Ce), mukhinite, piemontite, ferriallanite-(Ce), gatelite-(Ce), dissakisite-(La) e vanadoandrosite-(Ce) con il numero di sistema 58.02.01a.

## Abito cristallino
La västmanlandite-(Ce) cristallizza nel sistema monoclino nel gruppo spaziale P21/m (gruppo nº 11) con le costanti di reticolo a = 8,939(1) Å, b = 5,706(1) Å, c = 15,855(2) Å e β = 94,58(1)°, oltre ad avere 2 unità di formula per cella unitaria.

## Origine e giacitura
La västmanlandite-(Ce) è stata trovata nelle sostituzioni disseminate di magnetite-anfibolo-calco-silicato nel marmo; la paragenesi è con bastnäsite-(Ce), bismutinite, cerite-(Ce), calcopirite, dollaseite-(Ce), dolomite, ferriallanite, fluorbritolite-(Ce), gadolinite-(Ce), magnetite e arsenopirite in misura minore, molibdenite, pirite, talco, tremolite e zircone.
La västmanlandite-(Ce) è rarissima ed è stata trovata solo nella sua località tipo, la miniera di "Malmkärra"(60.05°N 15.85°E) nella contea di Västmanland (Svezia).
Altri ritrovamenti sono segnalati, sempre e solo in Svezia, nel campo minerario di "Smörberg", a Skinnskatteberg (anch'esse nello Västmanland) e presso Nora (contea di Örebro).

## Forma in cui si presenta in natura
La västmanlandite-(Ce) forma grani irregolari di dimensioni fino a 3 mm. Il minerale è traslucido con lucentezza vitrea; il colore è marrone scuro, quello dello striscio è grigio-giallastro.

## Proprietà ottiche
La västmanlandite-(Ce) mostra un forte pleocroismo con colori giallo pallido lungo {\displaystyle x}, marrone rossastro lungo {\displaystyle y} e marrone scuro lungo {\displaystyle z}.